# Dietă rutieră

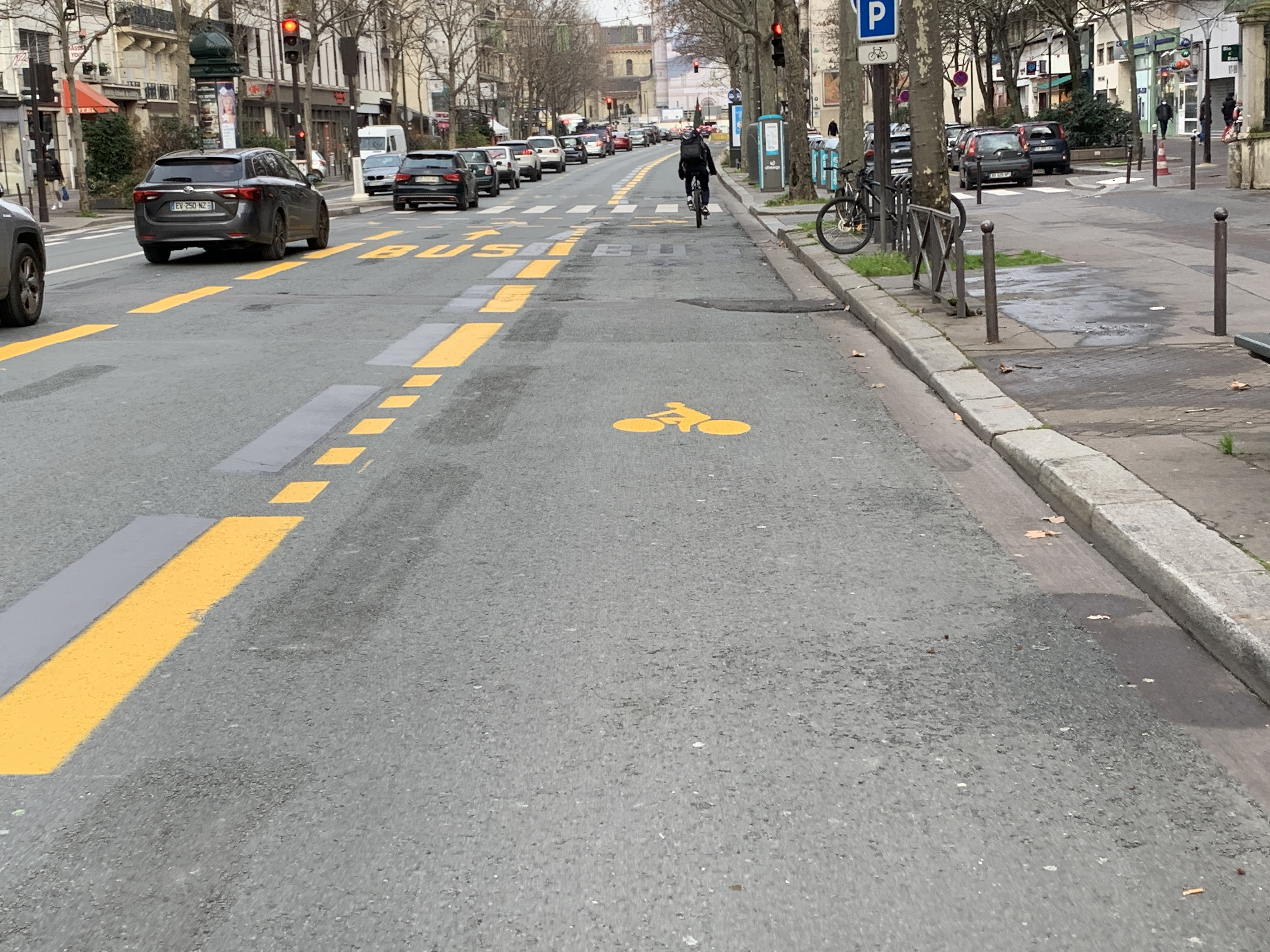
Conversia carosabilului în piste pentru biciclete și benzi rezervate pentru autobuze prin intermediul urbanismului tactic în Paris. Se calmează traficul și se îmbunătățește siguranța rutieră. De asemenea, se îmbunătățește eficiența transportului public și se diversifică mijloacele de transport, oferind siguranță cicliștilor.

Conversia drumului (sau dieta rutieră) este o tehnică de calmare a traficului și de planificare a transportului, care constă în reducerea lățimii drumului sau în scăderea numărului de benzi.
O lățime mai mare sau un număr mai mare de benzi sunt direct legate de o viteză mai mare a vehiculelor care utilizează aceste drumuri. La fel, o lățime mai mică și mai puține benzi induc o circulație mai calmă și, prin urmare, cresc siguranța rutieră.

## Tehnici

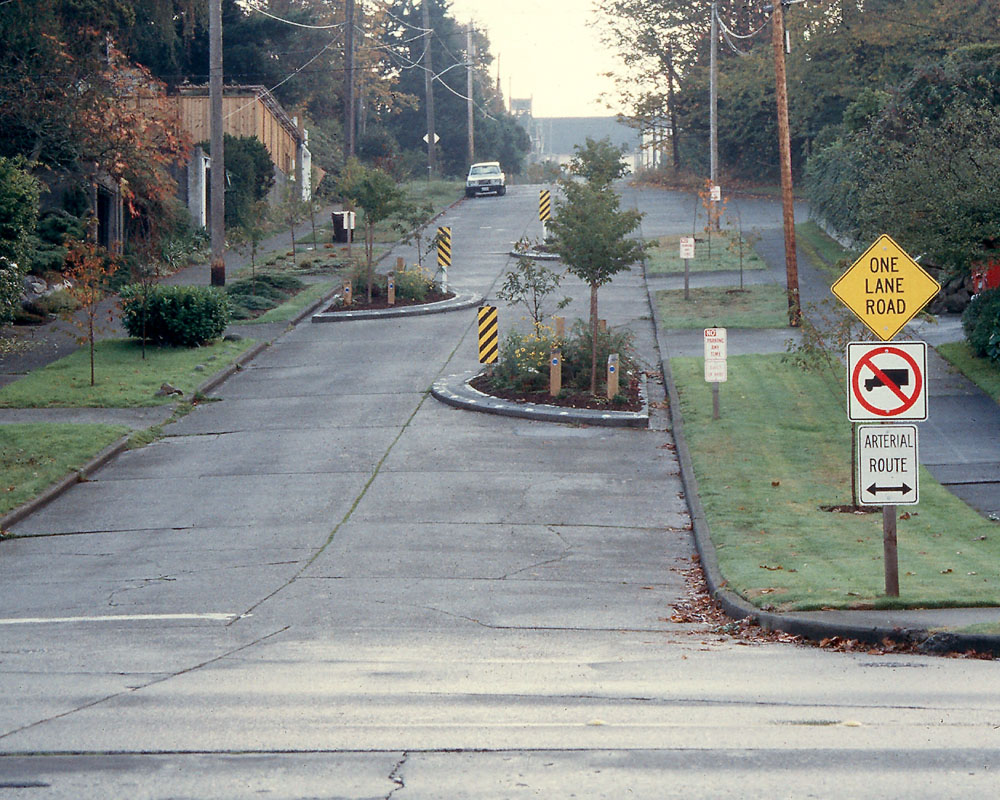
Șicanele obligă vehiculele să reducă viteza.

Printre metodele care pot fi aplicate pentru a crea dieta rutieră se numără:
- Lărgirea trotuarelor.
- Crearea de piste pentru bicicliști.
- Conversia benzilor în drumuri rezervate, cum ar fi benzi pentru autobuze, tramvaie sau benzi reversibile.
- Adăugarea de mediană de separare sau grădini.
- Îngustarea drumului prin marcaje rutiere, borduri sau piloți.
- Instalarea de șicane.